# Bahnstrecke Soverato–Chiaravalle Centrale
| MCL M1 |                          |                         |                         |
| Streckenlänge: | 22,9 km                  |                         |                         |
| Spurweite: | 950 mm (ital. Meterspur) |                         |                         |
| |                          |                         |                         |
| \| \| \| von Taranto \| \| \| \| 0,0 \| Soverato \| 7 m \| \| \| \| nach Reggio di Calabria \| \| \| \| 3,3 \| Laganosa \| Laganosa \| \| \| 6,3 \| Satriano-Davoli \| Satriano-Davoli \| \| \| 10,2 \| Pietà \| Pietà \| \| \| 13,5 \| Petrizzi-Gagliato \| Petrizzi-Gagliato \| \| \| 16,9 \| S. Vito sullo Jonio \| S. Vito sullo Jonio \| \| \| 20,4 \| Pirivoglia \| Pirivoglia \| \| \| 22,9 \| Chiaravalle Centrale \| Chiaravalle Centrale \| |                          |                         |                         |
| Strecke |                          | von Taranto             | von Taranto             |
| Kopfbahnhof Streckenanfang (Strecke außer Betrieb) · Bahnhof | 0,0                      | Soverato                | 7 m                     |
| Strecke (außer Betrieb) · Strecke nach links |                          | nach Reggio di Calabria | nach Reggio di Calabria |
| Haltepunkt / Haltestelle (Strecke außer Betrieb) | 3,3                      | Laganosa                | Laganosa                |
| Bahnhof (Strecke außer Betrieb) | 6,3                      | Satriano-Davoli         | Satriano-Davoli         |
| Haltepunkt / Haltestelle (Strecke außer Betrieb) | 10,2                     | Pietà                   | Pietà                   |
| Bahnhof (Strecke außer Betrieb) | 13,5                     | Petrizzi-Gagliato       | Petrizzi-Gagliato       |
| Bahnhof (Strecke außer Betrieb) | 16,9                     | S. Vito sullo Jonio     | S. Vito sullo Jonio     |
| Haltepunkt / Haltestelle (Strecke außer Betrieb) | 20,4                     | Pirivoglia              | Pirivoglia              |
| Kopfbahnhof Streckenende (Strecke außer Betrieb) | 22,9                     | Chiaravalle Centrale    | Chiaravalle Centrale    |

Die Bahnstrecke Soverato–Chiaravalle Centrale war eine eingleisige Schmalspurbahn in Kalabrien. Die Strecke führte von Soverato an der Strecke Taranto–Reggio di Calabria über 22,9 km nach Chiaravalle Centrale. Sie wurde 1923 eröffnet und 1969 stillgelegt.

## Geschichte
Das ursprüngliche Projekt der Mediterranea-Calabro-Lucane (MCL) sah vor, Soverato über Chiaravalle Centrale und Rosarno mit Mileto und damit mit der Bahnstrecke Vibo Marina–Mileto zu verbinden. Damit wäre eine durchgehende Verbindung vom ionischen zum tyrrhenischen Meer geschaffen worden. Neben dem Personenverkehr sollte diese Verbindung vor allem dazu dienen, Holz aus den kalabrischen Bergen an die Küste zu bringen. Die Strecke bis Chiaravalle Centrale konnte am 15. Dezember 1923 eröffnet werden; die Fortsetzung wurde nie gebaut. Im Jahre 1969 wurde der Bahnverkehr eingestellt und durch eine Buslinie ersetzt.

## Betrieb
Die Strecke wurde bis 1963 von der MCL, danach von den Ferrovie Calabro Lucane (FCL) betrieben. Zum Einsatz kamen zunächst Dampflokomotiven, danach vor allem Schienenbusse des Typs MCL M1.